# Diplotaxis nepalensis
Diplotaxis nepalensis är en korsblommig växtart som beskrevs av Hiroshi Hara. Diplotaxis nepalensis ingår i släktet mursenaper, och familjen korsblommiga växter. Inga underarter finns listade i Catalogue of Life.